# Карате клуб Партизан
Карате клуб Партизан је српски карате клуб из Београда. Члан је ЈСД Партизан. Женски тим у борбама освојио је националну лигу 2011. и 2018. године. Мушки тим такође у борбама је то учинио 2012. године. Највећи успеси мушког тима Партизана су две титуле првака Европе освојене 2000. и 2001. године.

## Трофеји

### Мушкарци
- Национално првенство – борбе
  - Прваци (1): 2012.
- Национално првенство – кате
  - Прваци (2): 1989, 1995.
- Национални куп – борбе
  - Освајачи (4): 2000, 2001, 2002, 2006.
- Национални куп – кате
  - Освајачи (2): 1994, 1995.
- Европско првенство
  - Прваци (2): 2000, 2001.
  - Друго место (1): 2002.

### Жене
- Национално првенство – борбе
  - Прваци (2): 2011, 2018.
- Национално првенство – кате
  - Прваци (14): 1989, 1990, 1991, 1992, 1993, 1994, 1995, 1996, 1998, 1999, 2000, 2001, 2002, 2009.
- Национални куп – борбе
  - Освајачи (2): 2011, 2025.
- Национални куп – кате
  - Освајачи (10): 1994, 1995, 1996, 1998, 1999, 2000, 2002, 2006, 2010, 2013.